# Setanta Sports
Setanta Sports — грузинский вещатель спортивных трансляций.
Компания образована в 1990 году в Ирландии для обеспечения трансляции ирландских спортивных событий на международную аудиторию. Ранее она управляла каналами в Ирландии, Великобритании, Азии, Африке, Австралии, США и Канаде.
С 2021 года 100 % бизнеса Setanta Sports приобрела грузинская Adjara Group Темура Угулавы, после чего главный офис и всё телепроизводство переехало из Дублина в Тбилиси. В начале 2022 грузинский холдинг приобрел и украинскую часть бизнеса, которая не входила в первоначальную сделку.

## Собственность
В июле 2009 года структура владения компанией «Setanta Sports Channel Ireland Limited» (прежде — «Setanta Sports Ireland Ltd») изменилась. «Setanta Sports Channel Ireland Limited» стала совместным владением «Gaiety Investments» (60 %) и компании «Danu Partners Limited», с оставшимися 40 % акций. Основными акционерами в «Danu» были Майкл О’Рурк, Леонард Райан и Марк О’Мира. «Danu» в начале 2010 года приобрела 100 % акций «Setanta Sports North America Limited». «Setanta Sports Channel Ireland Limited» имеет лицензию Broadcasting Authority of Ireland (Органа по делам вещания в Ирландии).
Бизнесу Setanta в Ирландии удалось выжить, несмотря на трудности в Великобритании. Колин Морган, бывший CEO страховой компании «Quinn Direct Insurance», стал руководить бизнесом Setanta в Ирландии с октября 2010 года.
В 2015 году было объявлено, что компания в сфере телекоммуникаций «Eir» находится в процессе покупки оставшихся активов «Setanta Ireland» и «Setanta Sports 1», сделка также включает в себя продажу пакета «Setanta Sports Pack», который включает «BT Sport».

## Доступность
Телеканал Setanta Sports имеет коммерческие центры в ряде стран по всему миру. Разнообразное наполнение спортивных трансляций, таких как: футбол, гэльский футбол (прямой эфир), хёрлинг, гольф, крикет, австралийский футбол, бокс, хоккей и регби.

### Телеканалы
Евразия
В настоящее время Setanta Sports Eurasia доступен в Армении, Азербайджане, Эстонии, Грузии, Казахстане, Кыргызстане, Латвии, Литве, Молдове, Таджикистане, Туркменистане, Украине и Узбекистане.
Закрытые телеканалы
В рамках сотрудничества с британской компанией Virgin Media, на территории Великобритании работали телеканалы Setanta Golf и Setanta Sports News. 22 июня 2009 года, в связи с прекращением договора с компанией Virgin Media, в 6 часов вечера большая часть каналов прекратили свою деятельность в Великобритании. Прекратили своё существования и телеканалы которые также были в сотрудничестве с компанией Virgin Media: Arsenal TV, Celtic TV, LFC TV и Rangers TV. Ирландская версия телеканал Setanta Sports по-прежнему продолжает транслироваться в Северной Ирландии.
- Setanta Golf (закрыт 23 июня 2009 года из-за расторжения контракта с Virgin Media)
- Setanta Sports News (закрыт 23 июня 2009 года из-за расторжения контракта с Virgin Media)
- Setanta Sports USA (закрыт 28 февраля 2010 года, заменен на Fox Soccer Plus)
- Setanta Sports Canada (закрыт 3 ноября 2011 года, заменен на Sportsnet World)
- Setanta Sports Belarus (закрыт 12 апреля 2023 года) На основании решения Межведомственной комиссии по безопасности в информационной сфере при Совете Безопасности Республики Беларусь Мининформ аннулировал разрешение на распространение на территории Беларуси продукции иностранных средств массовой информации — телепрограмм «Setanta Sport 1» и «Setanta Sport 2».